# Múscul cricoaritenoidal posterior
El múscul cricoaritenoidal posterior (musculus cricoarytenoideus posterior) és un dels músculs de la laringe. La seva acció permet l'abducció dels plecs vocals, és a dir que la fenedura glòtica (glotis) s'obri.
Separen els plecs vocals i, conseqüentment, obren la glotis, desplaçant els cartílags aritenoides cap enfora al voltant d'un eix vertical que passa a través de les unions cricoaritenoidals. Així, doncs, té l'efecte oposat al múscul cricoaritenoidal lateral.

## Imatges addicionals

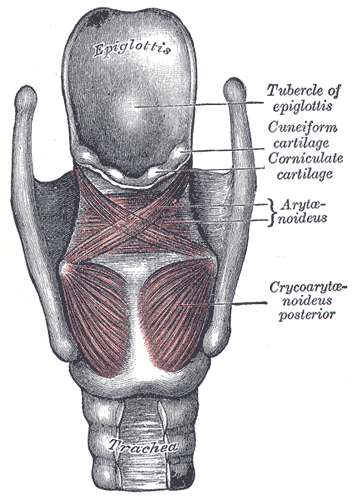
Músculs de la laringe. Vista posterior
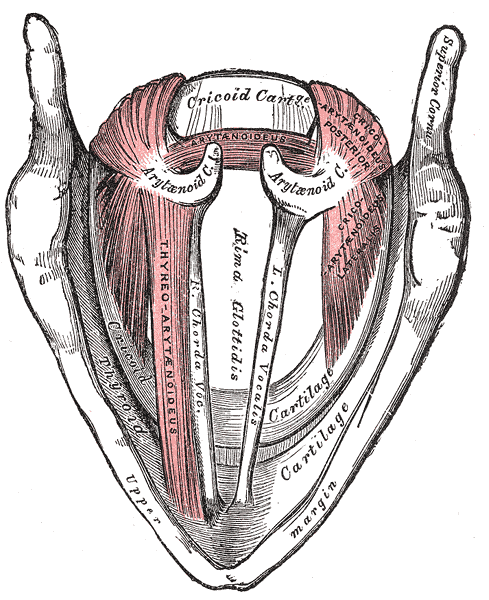
Músculs de la laringe. Vista superior
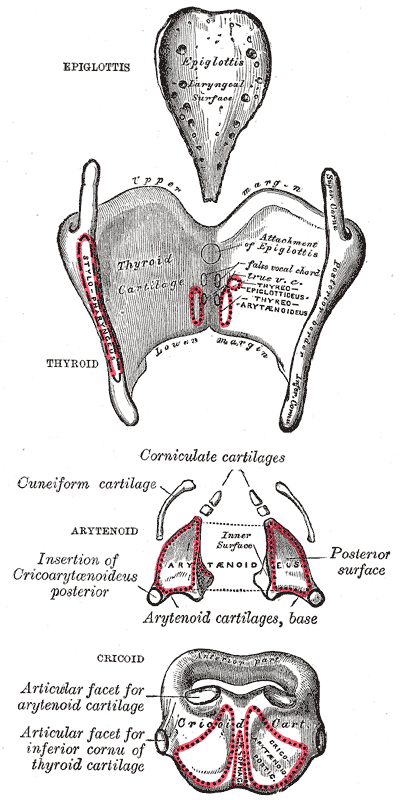
Els cartílags de la laringe. Vista posterior